# 1869
1869 (MDCCCLXIX) a fost un an obișnuit  al calendarului gregorian, care a început într-o zi de vineri.

## Evenimente

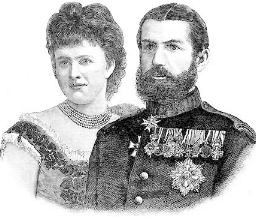
3 noiembrie: Are loc căsătoria Principelui Carol cu Principesa Elisabeta de Wied, la Neuwied, Germania.

### Martie
- 4 martie: Ulysses S. Grant îi succede lui Andrew Johnson ca al 18-lea președinte al Statelor Unite ale Americii (până la 3 martie 1877).
- 6 martie: Mendeleev face o prezentare formală Societății ruse de chimie.

### Aprilie
- 4 aprilie: Guvernul imperial al Japoniei se instalează la Tokyo.
- 14 aprilie: Principele Carol îl primește la Iași pe fratele său mai mare, Prințul Leopold. Acesta va rămâne în România până la 26 mai.

### Iulie
- 30 iulie: Sfârșitul războiului Boshin în Japonia.

### August
- 2 august: La invitația țarului Alexandru al II-lea al Rusiei, domnitorul Carol I pleacă în Crimeea însoțit de prim-ministrul Dimitrie Ghica, mareșalul Gheorghe Filipescu și de consulul general rus la București, baronul Offenberg.
- 26 august: Domnitorul Carol pleacă în Germania. Se va întoarce după 75 de zile de absență, pe 12 noiembrie. Carol este decorat de împăratul Franz Joseph al Austro-Ungariei cu Ordinul "Leopold"; Regele Wilhelm al Prusiei îi conferă Marea Cruce a Ordinului "Vulturul Negru"; împăratul Napoleon al III-lea al Franței îi înmânează Marea "Cruce de Onoare".

### Octombrie
- 19 octombrie: Este inaugurată Gara Filaret, prima gară din București.

### Noiembrie
- 3 noiembrie: Principele Carol se căsătorește cu Principesa Elisabeta de Wied, la Neuwied, Germania. Nunta a fost celebrată în rit catolic și protestant.

### Decembrie
- 14 decembrie: Se inaugurează Universitatea din București.

### Nedatate
- S-a deschis, în Paris, "Folies Bergère", celebrul teatru de revistă și music hall.
- Societatea Acedamică însărcinează pe membrii săi Ion Heliade Rădulescu, August Treboniu Laurian și Ion C. Massim cu elaborarea unui Dicționar-tezaur al limbii române. Primul volum al dicționarului a apărut în 1873 și a fost criticat de membrii antilatiniști ai Academiei Române, în frunte cu Alexandru Odobescu.
- Timișoara devine primul oraș din România cu trafic fluvial regulat de pasageri.
- Western Electric Co. Inc. Companie de telecomunicații din SUA, fondată de Elisha Gray și Enos N. Barton.
- Wyoming din Statele Unite este primul stat american care acordă dreptul la vot femeilor.

## Arte, științe, literatură și filozofie
- Apare, la București, revista „Traian”, editată de Bogdan Petriceicu Hașdeu.
- Auguste Renoir pictează La Grenouillere.
- Chimistul rus Dimitri I. Mendeleev publică prima clasificare științifică a elementelor chimice, cunoscută sub numele de tabelul periodic al elementelor.
- Gustave Flaubert scrie Educația sentimentală.
- Lev Tolstoi publică Război și pace.
- Paul Verlaine scrie Les Fêtes galantes.

## Nașteri

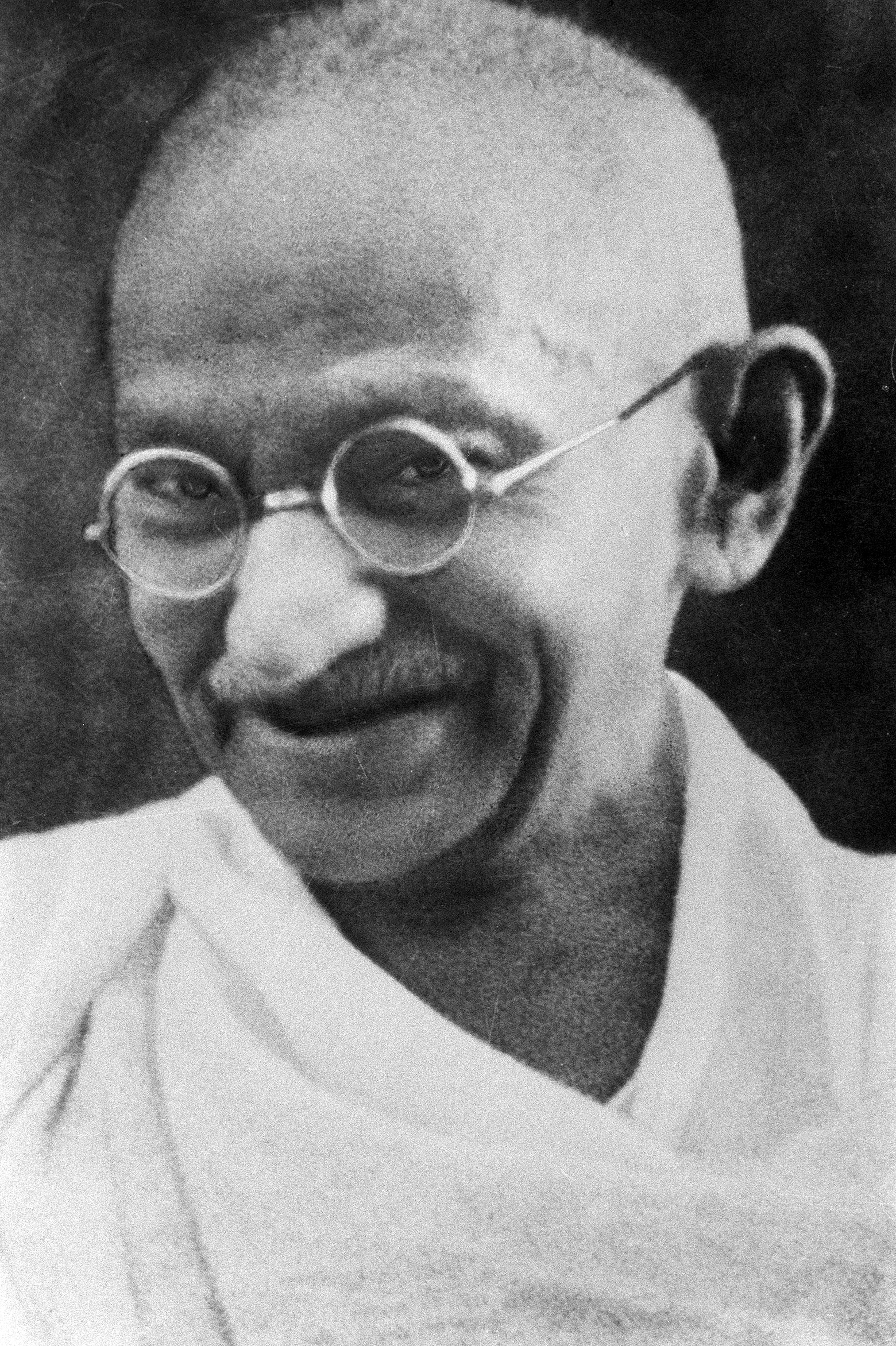
Mahatma Gandhi, părintele independenței Indiei
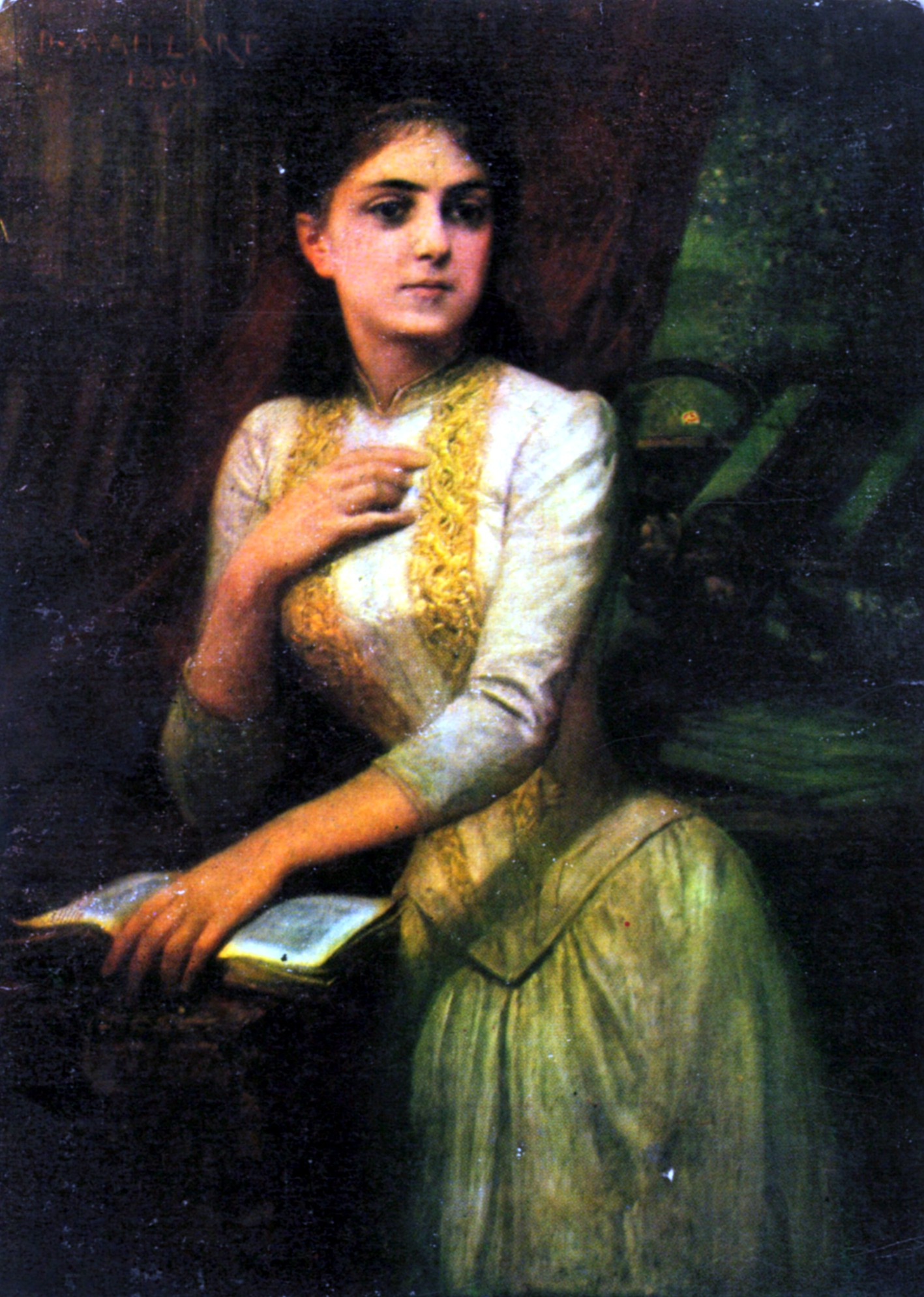
Iulia Hasdeu, poetă română
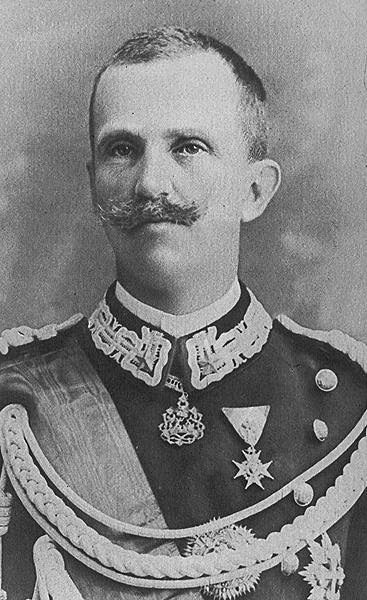
Victor Emanuel al III-lea al Italiei
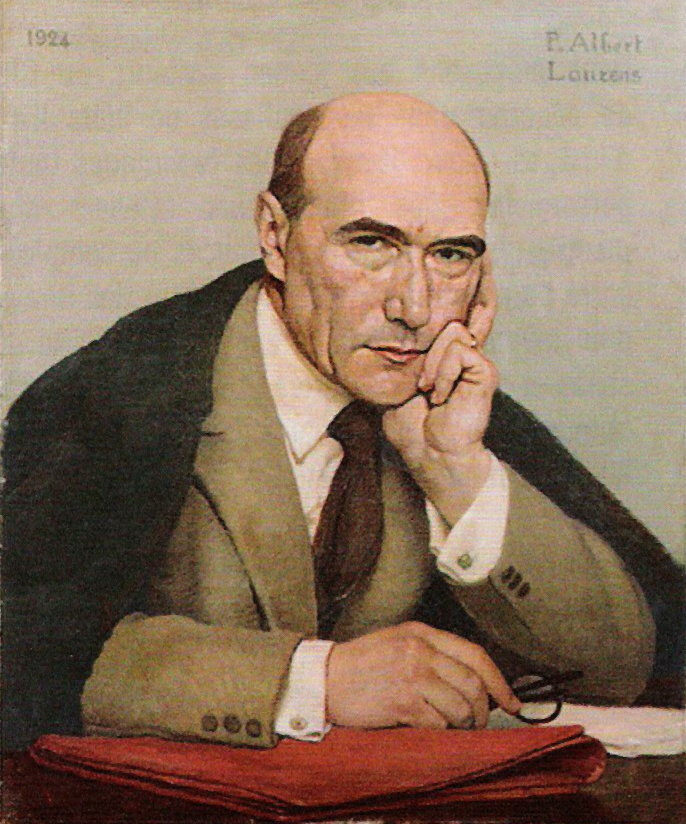
André Gide, scriitor francez, laureat Nobel

- 13 ianuarie: Prințul Emanuele Filiberto, Duce de Aosta (d. 1931)
- 15 ianuarie: Stanisław Wyspiański, pictor, scriitor, poet, dramaturg și arhitect polonez (d. 1907)
- 21 ianuarie: Grigori Rasputin, mistic rus (d. 1916)
- 11 februarie: Else Lasker-Schüler, scriitoare germană (d. 1945)
- 14 februarie: Charles Thomson Rees Wilson, fizician scoțian, laureat al Premiul Nobel (d. 1959)
- 26 februarie: Nadejda Krupskaia, revoluționară rusă, soția lui Lenin (d. 1939)
- 3 martie: Henry J. Wood, dirijor englez (d. 1944)
- 15 martie: Stanisław Wojciechowski, politician și om de știință polonez (d. 1953)
- 18 martie: Neville Chamberlain, politician britanic, prim-ministru al Regatului Unit (1937-1940), (d. 1940)
- 13 aprilie: Pompiliu Eliade, istoric literar și un profesor român de limba franceză (d. 1914)
- 29 aprilie: Alice Keppel, metresă a regelui Eduard al VII-lea al Regatului Unit (d. 1947)
- 18 mai: Rupert, Prinț Moștenitor al Bavariei (d. 1955)
- 3 iunie: Baudouin al Belgiei, fiul cel mare al Prințul Filip, Conte de Flandra (d. 1891)
- 24 iunie: Prințul George al Greciei și Danemarcei (d. 1914)
- 27 iunie: Emma Goldman, anarhistă și militantă americană pentru pace (d. 1940)
- 10 iulie: Prințul Johann Georg al Saxoniei (d. 1938)
- 23 iulie: Gheorghe Adamescu, istoric literar român, membru al Academiei Române (d. 1942)
- 25 iulie: Prințul Ferdinand Pius, Duce de Calabria, șeful Casei de Bourbon-Două Sicilii (d. 1960)
- 10 august: Ducesa Elisabeta Alexandrine de Mecklenburg-Schwerin (d. 1955)
- 24 august: Philippe de Orléans, pretendent orleanist la tronul Franței (1894-1926), (d. 1926)
- 27 august: Karl Haushofer, general, geograf și geopolitician german (d. 1946)

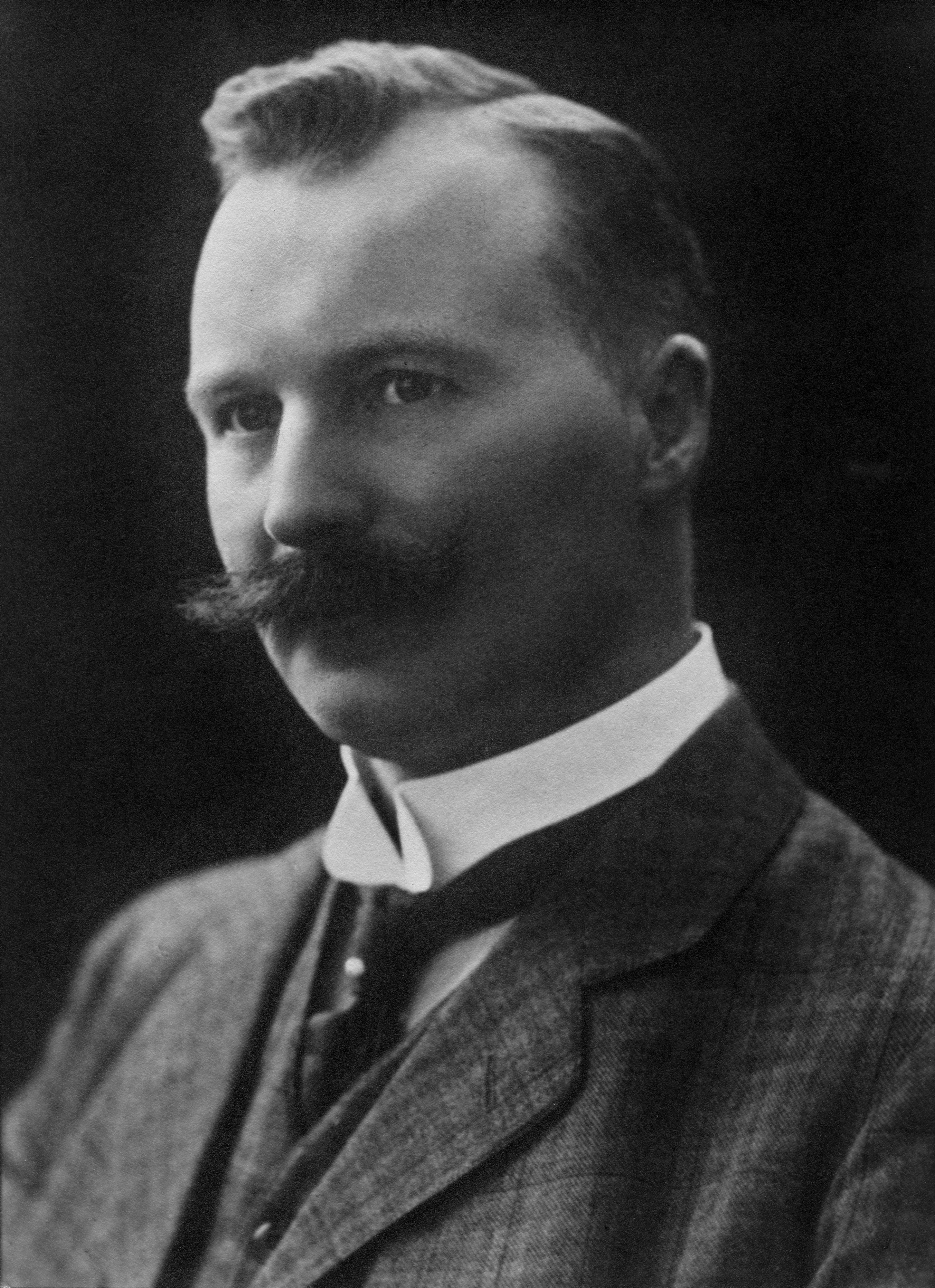
Gustaf Dalén, inginer suedez, laureat Nobel
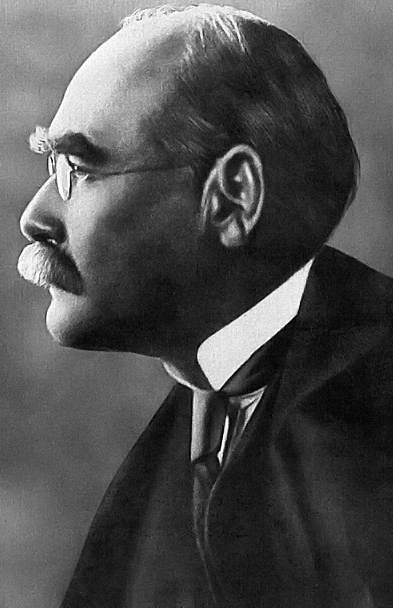
Rudyard Kipling, scriitor britanic, laureat Nobel
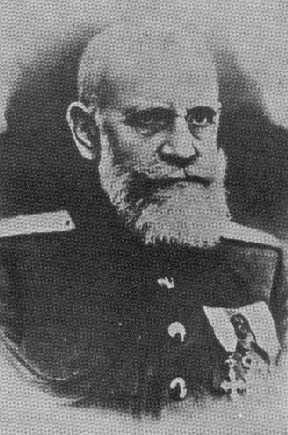
Gheorghe Cantacuzino-Grănicerul, general și politician român de extremă dreaptă
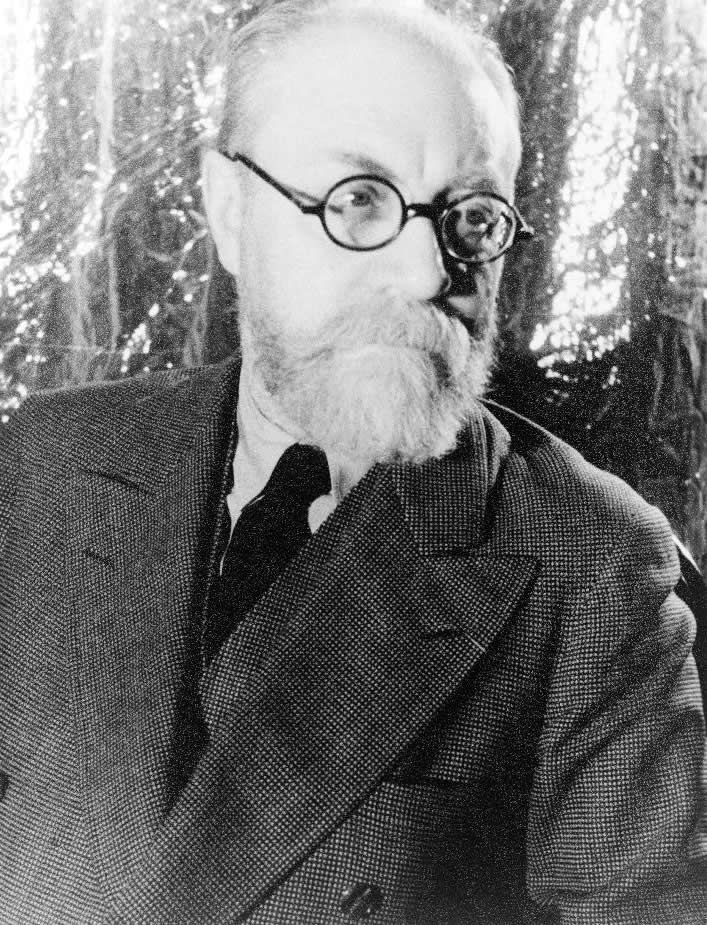
Henri Matisse, pictor francez

- 2 octombrie: Mahatma Gandhi, părintele independenței Indiei (d. 1957)
- 3 octombrie: Alexandru de Hurmuzachi, politician româno-austriac (d. 1945)
- 7 octombrie: Marele Duce Serghei Mihailovici al Rusiei (d. 1918)
- 2 noiembrie: Iulia Hasdeu, poetă română, fiica scriitorului B. P. Hașdeu (d. 1888)
- 8 noiembrie: Nicolae Paulescu, om de știință român, medic și fiziolog (d. 1931)
- 11 noiembrie: Victor Emanuel al III-lea al Italiei (d. 1947)
- 22 noiembrie: André Gide, scriitor francez, laureat al Premiului Nobel (d. 1951)
- 26 noiembrie: Maud de Wales, soția regelui Haakon al VII-lea al Norvegiei d. 1938)
- 30 noiembrie: Gustaf Dalén, inginer suedez, laureat al Premiului Nobel (d. 1937)
- 22 decembrie: Nicolae Ghica–Budești, arhitect român (d. 1943)
- 25 decembrie: Gheorghe „Zizi” Cantacuzino-Grănicerul, general și politician român de extremă dreaptă (d. 1937)
- 31 decembrie: Henri Matisse, pictor francez (d. 1954)

## Decese
- 22 ianuarie: Prințul Leopold, Duce de Brabant (n. Léopold Ferdinand Élie Victor Albert Marie), 9 ani (n. 1859)
- 15 februarie: Constantin Hurmuzachi, 57 ani, politician român și ministru (n. 1811)
- 28 februarie: Alphonse de Lamartine (n. Alphonse Marie Louis de Prat de Lamartine), 78 ani, poet, scriitor și politician francez (n. 1790)
- 8 martie: Hector Berlioz (n. Louis-Hector Berlioz), 65 ani, compozitor francez (n. 1803)
- 12 aprilie: Barbu Știrbei (n. Barbu Dimitrie Știrbei), 69 ani, domnitorul Țării Românești (1849-1853 și 1854-1856), (n. 1799)

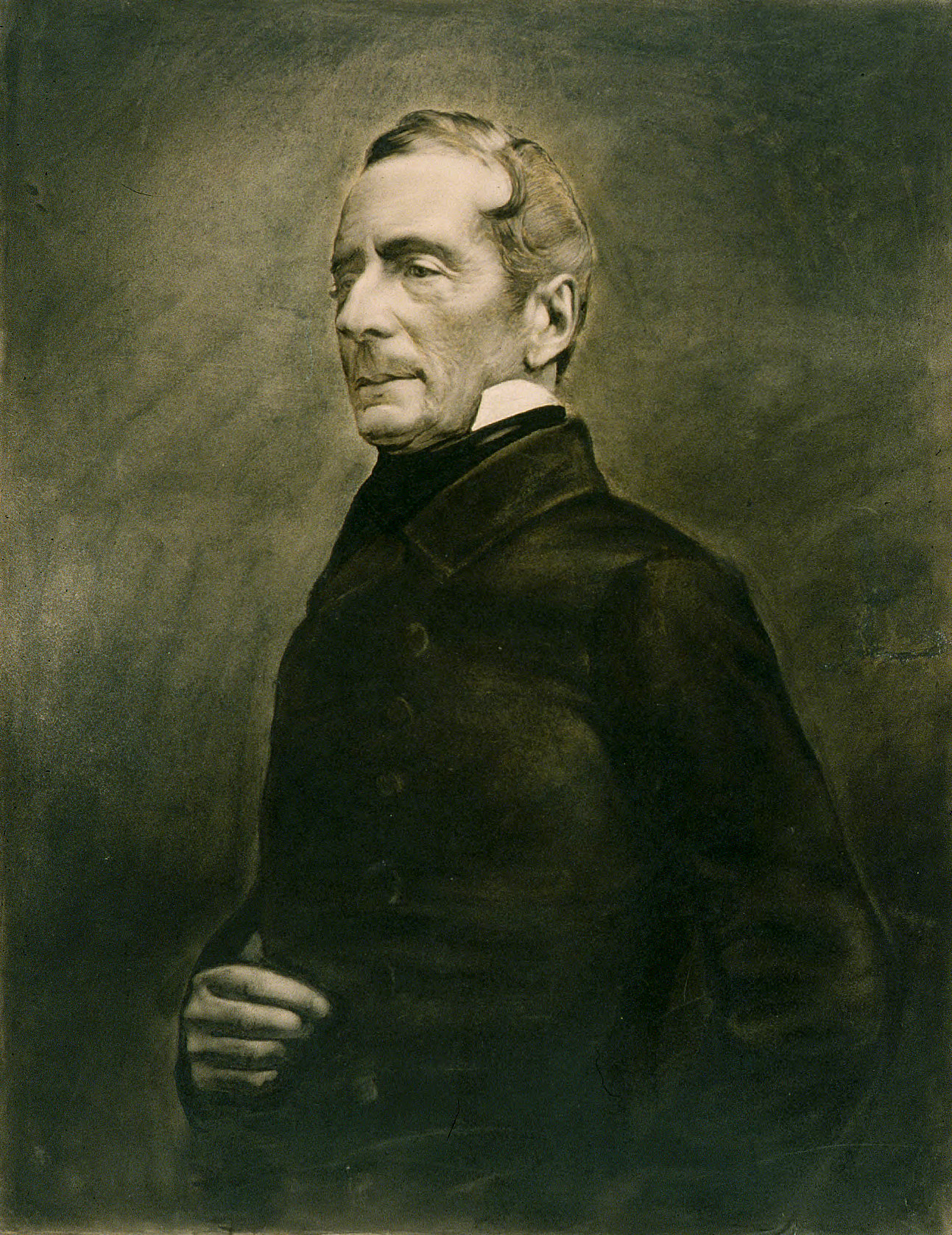
Alphonse de Lamartine, poet, scriitor și politician francez
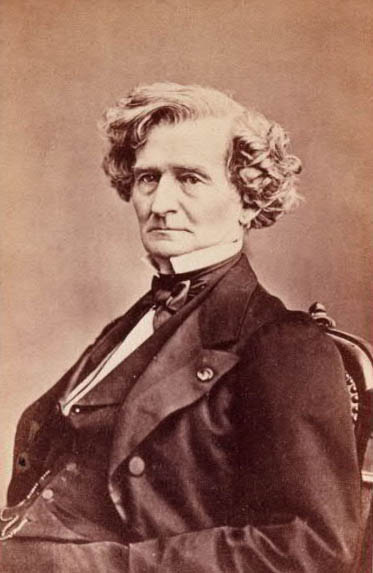
Hector Berlioz, compozitor francez
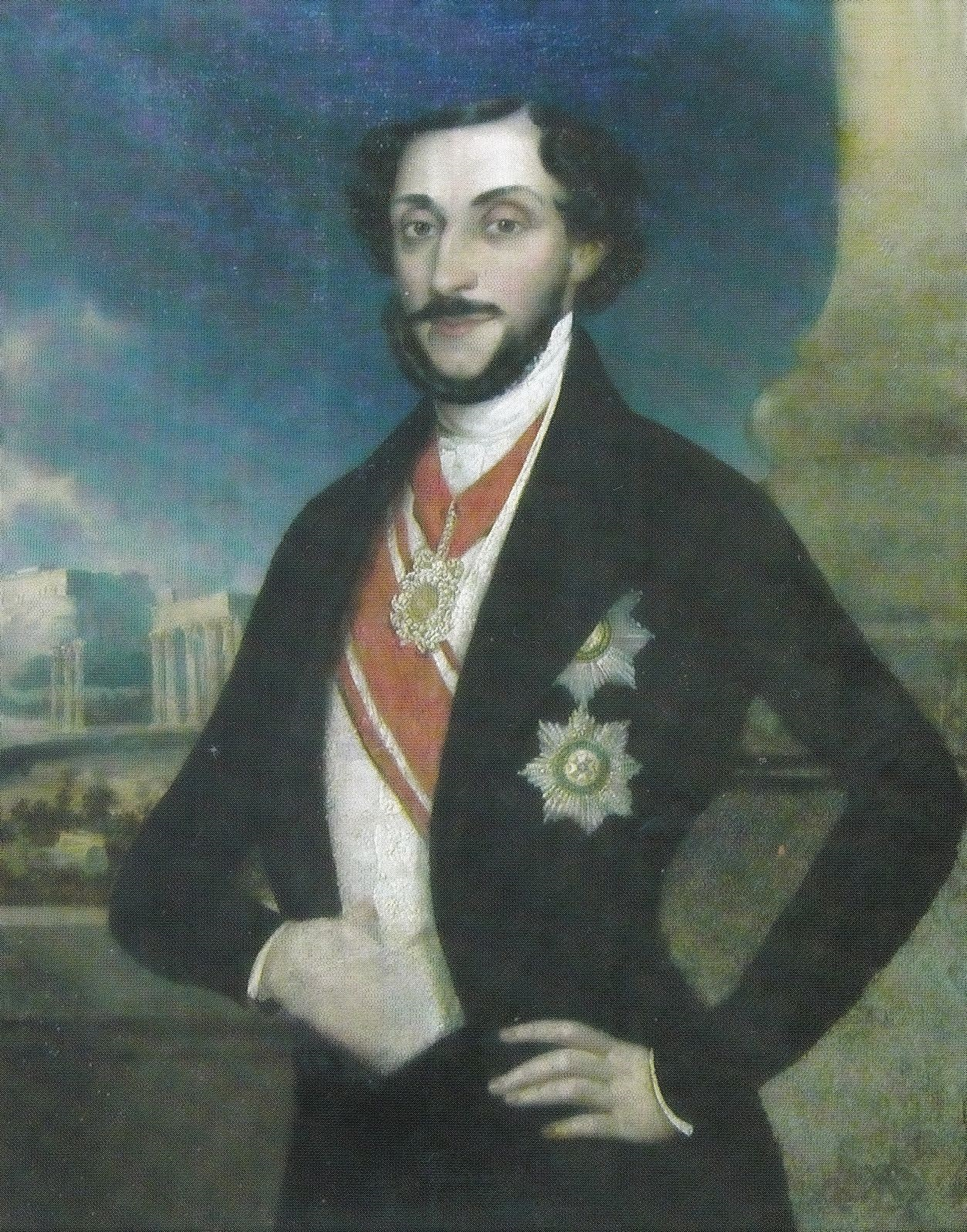
Barbu Știrbei, domnitor al Țării Românești
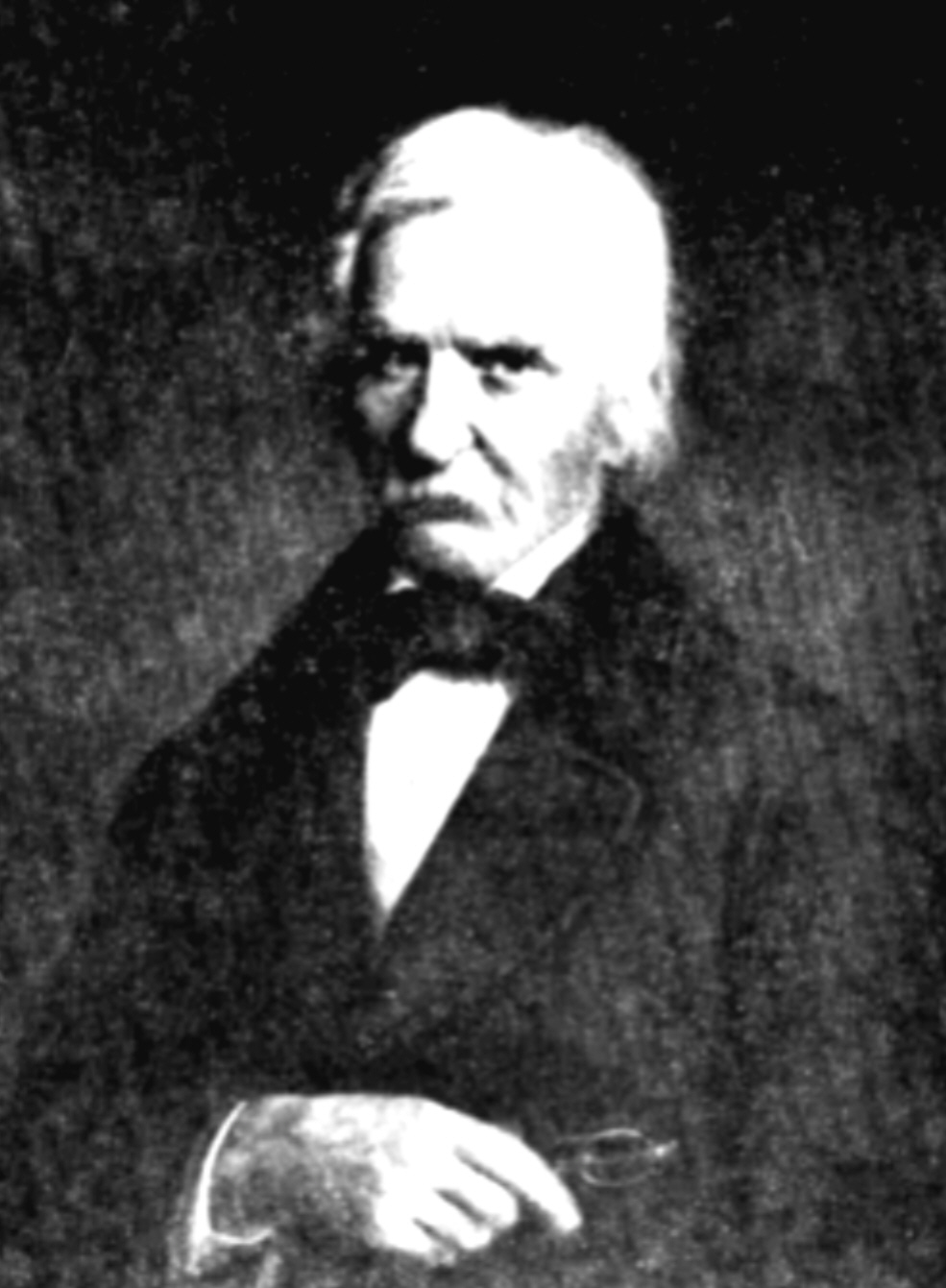
Gheorghe Asachi, poet, prozator și dramaturg român

- 16 iunie: Charles Sturt, 74 ani, explorator al Australiei și om de stat britanic (n. 1795)
- 2 august: Thomas Medwin, 81 ani, poet și traducător englez (n. 1788)
- 3 septembrie: Constantin, Prinț de Hohenzollern-Hechingen (n. Friedrich Wilhelm Konstantin Hermann Thassilo), 68 ani (n. 1801)
- 12 septembrie: Constantin Stamati, 82 ani, scriitor român din Basarabia (n. 1786)
- 8 octombrie: Franklin Pierce, 64 ani, al 14-lea președinte al Statelor Unite (1853-1857), (n. 1804)
- 13 octombrie: Charles Augustin Sainte-Beuve, 64 ani, critic literar, poet și prozator francez (n. 1804)
- 12 noiembrie: Gheorghe Asachi, 81 ani, poet, prozator și dramaturg român (n. 1788)
- 6 decembrie: Prințesa Maria Carolina de Bourbon-Două Sicilii (n. Maria Carolina Augusta), 47 ani, Ducesă de Aumale (n. 1822)